# Gochang-gun
Gochang-gun (hangul: 고창군, hanja:  高敞郡) är en landskommun (gun) i den sydkoreanska provinsen Norra Jeolla. Kommunen har 55 424 invånare (2020).
Kommunen är indelad i en köping (eup) och tretton socknar (myeon):
Asan-myeon,
Buan-myeon,
Daesan-myeon,
Gochang-eup,
Gongeum-myeon,
Gosu-myeon,
Haeri-myeon,
Heungdeok-myeon,
Mujang-myeon,
Sangha-myeon,
Seongnae-myeon,
Seongsong-myeon,
Sillim-myeon och
Simwon-myeon.